# Schizonycha tenebrosa
Schizonycha tenebrosa är en skalbaggsart som beskrevs av Leon Fairmaire 1887. Schizonycha tenebrosa ingår i släktet Schizonycha och familjen Melolonthidae. Inga underarter finns listade i Catalogue of Life.